# Tadzjikistan op de Olympische Zomerspelen 2012
Tadzjikistan nam naar deel aan de Olympische Zomerspelen 2012 in Londen, Verenigd Koninkrijk.

## Medailleoverzicht
| Sport  | Olympiër         | Onderdeel                 | Medaille |
| ------ | ---------------- | ------------------------- | -------- |
| Boksen | Mavzuna Chorieva | lichtgewicht [-60 kg] (v) | Brons    |

## Deelnemers en resultaten
(m) = mannen, (v) = vrouwen

### Atletiek
| Olympiër              | Onderdeel          | Resultaat | Prestatie                                              |
| --------------------- | ------------------ | --------- | ------------------------------------------------------ |
| Dilshod Nazarov       | kogelslingeren (m) | 10e       | kwalificatie: 75,91 m (8e; 7e groep A) finale: 73,80 m |
|                       |                    |           |                                                        |
| Vladislava Ovcharenko | 200 m (v)          | series    | serie 4: 24,39 (9e)                                    |

### Boksen
| Olympiër           | Onderdeel                     | Resultaat | Prestatie                                                             |
| ------------------ | ----------------------------- | --------- | --------------------------------------------------------------------- |
| Anvar Yunusov      | bantamgewicht [-56 kg] (m)    | 2e ronde  | 1/8F: verloor van MEX Óscar Valdez 7-13                               |
| Sobirdzhon Nazarov | middengewicht [-75 kg] (m)    | 1e ronde  | 1/16F: verloor van NAM Mujandjae Kasuto 8-11                          |
| Jahon Qurbonov     | halfzwaargewicht [-81 kg] (m) | 1e ronde  | 1/16F: verloor van TUN Yahia El-Mekachari 6-8                         |
|                    |                               |           |                                                                       |
| Mavzuna Chorieva   | lichtgewicht [57-60 kg] (v)   | Brons     | KF: won van CHN Dong Cheng 13-8 HF: verloor van IRL Katie Taylor 9-17 |

### Judo
| Olympiër       | Onderdeel                  | Resultaat   | Prestatie |
| -------------- | -------------------------- | ----------- | --- |
| Rasul Boqiev   | lichtgewicht (-73 kg) (m)  | kwartfinale | 1/16F: won van GBR Daniel Williams 1/8F: won van UZB Navruz Jurakobilov KF: verloor van JPN Riki Nakaya herkansing: verloor van FRA Ugo Legrand |
| Parviz Sobirov | middengewicht (-90 kg) (m) | 1e ronde    | 1/16F: verloor van ITA Roberto Meloni |

### Schietsport
| Olympiër       | Onderdeel             | Resultaat | Prestatie                 |
| -------------- | --------------------- | --------- | ------------------------- |
| Sergey Babikov | 10 m luchtpistool (m) | 44e       | kwalificatie: 562 punten. |

### Taekwondo
| Olympiër         | Onderdeel  | Resultaat | Prestatie                                                                           |
| ---------------- | ---------- | --------- | ----------------------------------------------------------------------------------- |
| Farkhod Negmatov | -80 kg (m) | 1/8F      | 1/8F: verloor van GBR Lutalo Muhammad 1-7                                           |
| Alisher Gulov    | +80 kg (m) | 1/8F      | 1/8F: verloor van ITA Carlo Molfetta 3-7 herkansing: verloor van CHN Liu Xiaobo 1-6 |

### Worstelen
| Olympiër          | Onderdeel   | Resultaat   | Prestatie                                                                                             |
| Vrije stijl       | Vrije stijl | Vrije stijl | Vrije stijl                                                                                           |
| ----------------- | ----------- | ----------- | --- |
| Nikolay Noev      | -55 kg (m)  | 18e         | kwalificatie: verloor van BUL Radoslav Veliko 0-3                                                     |
| Zalimkhan Yusupov | -66 kg (m)  | 11e         | kwalificatie: won van RUS Alan Gogaev 3-0 1/8F: verloor van CAN Haislan Garcia 1-3                    |
| Yusup Abdusalomov | -84 kg (m)  | 15e         | kwalificatie: verloor van ARM Gadzhimurad Nurmagomedov 1-3                                            |
| Rustam Iskandari  | -96 kg (m)  | 12e         | 1/8F: verloor van UKR Valerii Andriitsev 1-3 herkansing 2e ronde: verloor van AZE Khetag Gazyumov 1-3 |

### Zwemmen
| Olympiër           | Onderdeel     | Resultaat | Prestatie                     |
| ------------------ | ------------- | --------- | ----------------------------- |
| Katerina Izmaylova | 50 m vrij (v) | series    | serie 3: 31,27 (5e; 60e tijd) |

Afghanistan · Albanië · Algerije · Amerikaanse Maagdeneilanden · Amerikaans-Samoa · Andorra · Angola · Antigua en Barbuda · Argentinië · Armenië · Aruba · Australië · Azerbeidzjan · Bahama's · Bahrein · Bangladesh · Barbados · België · Belize · Benin · Bermuda · Bhutan · Bolivia · Bosnië en Herzegovina · Botswana · Brazilië · Britse Maagdeneilanden · Brunei · Bulgarije · Burkina Faso · Burundi · Cambodja · Canada · Centraal-Afrikaanse Republiek · Chili · China · Chinees Taipei · Colombia · Comoren · Congo-Brazzaville · Congo-Kinshasa · Cookeilanden · Costa Rica · Cuba · Cyprus · Denemarken · Djibouti · Dominica · Dominicaanse Republiek · Duitsland · Ecuador · Egypte · El Salvador · Equatoriaal-Guinea · Eritrea · Estland · Ethiopië · Fiji · Filipijnen · Finland · Frankrijk · Gabon · Gambia · Georgië · Ghana · Grenada · Griekenland · Groot-Brittannië · Guam · Guatemala · Guinee · Guinee‑Bissau · Guyana · Haïti · Honduras · Hongarije · Hongkong · Ierland · IJsland · India · Indonesië · Irak · Iran · Israël · Italië · Ivoorkust · Jamaica · Japan · Jemen · Jordanië · Kaaimaneilanden · Kaapverdië · Kameroen · Kazachstan · Kenia · Kirgizië · Kiribati · Koeweit · Kroatië · Laos · Lesotho · Letland · Libanon · Liberia · Libië · Liechtenstein · Litouwen · Luxemburg · Macedonië · Madagaskar · Malawi · Maldiven · Maleisië · Mali · Malta · Marshalleilanden · Marokko · Mauritanië · Mauritius · Mexico · Micronesië · Moldavië · Monaco · Mongolië · Montenegro · Mozambique · Myanmar · Namibië · Nauru · Nederland · Nepal · Nicaragua · Nieuw-Zeeland · Niger · Nigeria · Noord-Korea · Noorwegen · Oeganda · Oekraïne · Oezbekistan · Oman · Oostenrijk · Oost-Timor · Pakistan · Palau · Palestina · Panama · Papoea-Nieuw-Guinea · Paraguay · Peru · Polen · Portugal · Puerto Rico · Qatar · Roemenië · Rusland · Rwanda · Saint Kitts en Nevis · Saint Lucia · Saint Vincent en Grenadines · Salomonseilanden · Samoa · San Marino · Sao Tomé en Principe · Saoedi-Arabië · Senegal · Servië · Seychellen · Sierra Leone · Singapore · Slovenië · Slowakije · Soedan · Somalië · Spanje · Sri Lanka · Suriname · Swaziland · Syrië · Tadzjikistan · Tanzania · Thailand · Togo · Tonga · Trinidad en Tobago · Tsjaad · Tsjechië · Tunesië · Turkije · Turkmenistan · Tuvalu · Uruguay · Vanuatu · Venezuela · Verenigde Arabische Emiraten · Verenigde Staten · Vietnam · Wit-Rusland · Zambia · Zimbabwe · Zuid-Afrika · Zuid-Korea · Zweden · Zwitserland · Onafhankelijke atleten